# Giuseppe Torelli
Giuseppe Torelli (22. dubna 1658, Verona - 8. února 1709, Bologna) byl italský skladatel hudby pozdního baroka. Je znám především pro svůj přínos ve vývoji concerto grosso a svými skladbami pro smyčcové nástroje a pro trubku. Jeden z prvních tvůrců sólového houslového koncertu.

## Biografie
Giuseppe Torelli se narodil ve vážené umělecké rodině ve Veroně. Jeho bratrem byl malíř Felice Torelli. První hudební vzdělání získal v rodném městě u mistra Giuliana Massarotiho, v roce 1684 přesídlil do Bologne, kde studoval kompozici u Giacoma Antonia Pertiho a kde se v červnu téhož roku, ve věku 26 let, stal členem Accademia Filarmonica di Bologna jako suonatore di violino, tedy jako houslista. V roce 1686 získal místo violisty v orchestru v bazilice San Petronio v Bologni; v orchestru působil až do jeho rozpuštění v roce 1696. V letech 1698 -1699 byl kapelníkem na dvoře Jiřího Fridricha II., markraběte Brandenburg-Ansbach, kde prezentoval v prosinci roku oratorium. V letech 1699 - 1700 byl činný ve Vídni, v roce 1701 se vrátil do Bologne, kde působil jako houslista a hudební mistr až do své smrti 8. února roku 1709. Jeho partitury jsou uloženy v archivu baziliky San Petronio.
Giuseppe Torelli měl řadu žáků, mezi něž náleží řada italských hudebních skladatelů 17. století. Jedním z jeho nejlepších žáků byl Francesco Manfredini.

## Dílo
Giuseppe Torelli je znám jako spolutvůrce (nezávisle na něm rozvíjí tuto formu i Arcangelo Corelli) formy Concerto grosso i sólového koncertu. Zavedl třívětou formu koncertu - allegro, adagio, allegro (rychle, pomalu, rychle), později všeobecně přijatou. Jeho tvorba zahrnuje sedm opusových řad s celkem 84 známými díly.
- 10 sonate a tre, op. 1 (1686, Bologna)
- Concerti da camera a due violini e basso, op. 2 (1686, Bologna)
- Sinfonie a due, tre e quattro strumenti, op. 3 (1687, [Bologna)
- 12 sonate per violino e basso continuo, op. 4 (1688, Bologna)
- Concerto e sinfonia a quattro, op. 5 (1692, Bologna)
- Concerti musicali a quattro, op. 6 (1698, Augusta) (Concerti grossi)
- Capricci musicali per violino e viola, op. 7
- Concerti grossi, op. 8 (1-6 per 2 violini, 7-12 per 1 violino; con pastorale per il santissimo Natale; 1709)
- dalších 30 koncertů pro 1 - 4 trubky a orchestr